# Timati
Timur Ildarovič Junusov (rusky Тиму́р Ильда́рович Юну́сов, tatarsky Тимур Илдар улы Юнысов), lépe znám pod pseudonymem Timati (rusky Тимати) a Mr. Black Star, je ruský rapper, zpěvák, skladatel, hudební producent, herec a podnikatel. Byl jedním ze soutěžících 4. řady Fabrika Zvyozd. Spolupracoval s americkými hudebníky jako Snoop Dogg, Busta Rhymes, P. Diddy se skupinou Diddy - Dirty Money, Xzibit, Mario Winans, Fat Joe, Eve a Timbaland.
Remix písně Welcome to St. Tropez od švýcarského DJe Antoineho se stal velkým evropským hitem a má více než 165 000 000 zhlédnutí.
V červnu 2012 vydal své zcela první album v angličtině s názvem SWAGG. Ve stejném měsíci vyšel jeho videoklip Davaj do svidanija (rusky Давай до свидания) s rappery L'One, ST, Nel Marselle, Jenee, 5 Splash a Michael Krupin. Na YouTube má více než 30 000 000 zhlédnutí.
Klip Moskva, vytvořený společně s Gufem k výročí města, dostal v roce 2019 na YouTube 1,48 milionu dislajků, než jej tvůrci z platformy odstranili.

## Diskografie

### Studiová alba
- 2006: Black Star
- 2009: The Boss
- 2012: SWAGG
- 2013: 13
- 2014: Audiokapsula
- 2015: G.T.O

## Turné
- 2009-2010: The Boss Tour
- 2011: Carrera Tour 2011
- 2015: G.T.O.

## Ocenění a nominace
- RU TV Awards 2011
  - Nejlepší hip hopový song (Ja budu ždať) (rusky Я буду ждать, česky Já budu čekat)
- Muzz-TV 2011
  - Nejlepší video (I'm On You)
- Muzz-TV 2010
  - Nejlepší hip hopový projekt
  - Nejlepší album (The Boss)
  - Nejlepší video (Love You)
- Noviny Trud 2010
  - Nejpohlednější muž
- Love Radio Awards 2010
  - Nejlepší umělec podle Love Radia
- In Da Awards 2009
  - Nejlepší album podle InDarnb.ru
- Golden Gramophone 2009
  - Cena za song "Moscow Never Sleeps" (společně s DJ Smashem)
- RMA 2008
  - Nejlepší klubový song
- Golden Gramophone 2008
  - Cena za song „Ja ljublju tebja“ (rusky Я люблю тебя, česky Já miluji tebe) (společně s DJ Smashem)
- World Fashion Awards 2008
  - Fashion R'n'B projekt
- Night Life Awards 2007
  - Nejlepší klubový hit*World Fashion Awards 2007
  - Nejlepší R'n'B zpěvák
- Night Life Awards 2003
  - Nejlepší klubový hit